# Thea Elster
Thea Elster (* 16. Juli 1930; † 7. Januar 2025) war eine deutsche Schauspielerin und Hörspielsprecherin.

## Leben und Wirken
Thea Elster hatte ihr erstes Engagement von 1950 bis 1954 am Elbe-Elster-Theater in Wittenberg, es folgten zwei Jahre am Landestheater Altenburg. Von 1956 bis 1970 war sie Ensemblemitglied am Staatsschauspiel Dresden. Ab Anfang der 1950er-Jahre stand sie auch für Film und Fernsehen vor der Kamera. Im Jahr 1959 stand sie als Myriéle in Ein kleiner Engel ohne Bedeutung. In der Fernsehserie Der Leutnant vom Schwanenkietz spielte sie 1974 die Rolle der Olga Frenzel und in der Fernsehserie Zur See spielte sie 1977 die Rolle der Barbara Weyer. In den 1970er und 1980er Jahren war sie vor allem als Sprecherin tätig, so auch in 37 Animationsfilmen aus dem DEFA-Studio für Trickfilme in Dresden. Außerdem war sie zehn Jahre lang Dozentin an der Hochschule für Musik Carl Maria von Weber Dresden.
Thea Elster starb am 7. Januar 2025 im Alter von 94 Jahren.

## Filmografie (Auswahl)
- 1952: Das verurteilte Dorf
- 1958: Geschwader Fledermaus
- 1959: Von allen vergessen
- 1959: Mirandolina
- 1959: Ein kleiner Engel ohne Bedeutung
- 1961: Kaution
- 1962: Meine Mutter ist Lucy Lane
- 1962: Das graue Chevrolet
- 1963: Negative
- 1963: Jetzt und in der Stunde meines Todes
- 1964: Zucker im Tee
- 1967: Ein Lord am Alexanderplatz
- 1968: Der gestiefelte Kater
- 1970: Im Spannungsfeld
- 1973: Auf dem Flug nach Havanna
- 1974: Das ABC der Liebe (Fernsehserie, 1 Folge)
- 1974: Der Leutnant vom Schwanenkietz
- 1974: Polizeiruf 110: Nachttaxi
- 1976: Hostess
- 1976: Fürs ganze Leben
- 1977: Zur See (Fernsehserie, 1 Folge)
- 1983: Es waren einmal drei Schwestern... (Puppentrickfilm, Sprecherin)
- 1989: Das Birnenmädchen (Puppentrickfilm, Sprecherin)

## Theater
- 1950: Johann Wolfgang von Goethe: Torquato Tasso (Leonore) – Regie: ? (Elbe-Elster-Theater Wittenberg)
- 1950: Friedrich Schiller: Kabale und Liebe (Luise) – Regie: ? (Elbe-Elster-Theater Wittenberg)
- 1950: Konstantin Simonow: Der fremde Schatten (Professor Trubnikows Tochter) (Elbe-Elster-Theater Wittenberg)
- 1954: George Bernard Shaw: Pygmalion (Eliza) – Regie: ? (Landestheater Altenburg)
- 1954: Carlo Goldoni: Mirandolina (Mirandolina) – Regie: ? (Landestheater Altenburg)
- 1956: Günther Weisenborn: Das verlorene Gesicht (Angelina, blinde Tänzerin) – Regie:  Hannes Fischer (Staatsschauspiel Dresden)
- 1956: William Shakespeare: Hamlet (Ophelia) – Regie: Fritz Wendel (Staatsschauspiel Dresden)
- 1957: Lion Feuchtwanger: Die Witwe Capet – Regie: Hannes Fischer (Staatsschauspiel Dresden)
- 1958: Pedro Calderón de la Barca: Dame Kobold – Regie: Fritz Wendel (Staatsschauspiel Dresden)
- 1959: Gustav von Wangenheim: Studentenkomödie – Regie: Otto Stark (Staatsschauspiel Dresden)
- 1959: Lew Tolstoi: Krieg und Frieden – Regie: Ottofritz Gaillard (Staatsschauspiel Dresden)
- 1959: Lajos Mesterházi: Menschen von Budapest – Regie: Ottofritz Gaillard (Staatsschauspiel Dresden)
- 1960: Klára Fehér: Die Krone der Schöpfung – Regie: Harry Ehrlich (Staatsschauspiel Dresden)
- 1960: Georg Kaiser: Nebeneinander – Regie: Ottofritz Gaillard (Staatsschauspiel Dresden)
- 1961: William Shakespeare: Troilus und Cressida – Regie: Hannes Fischer (Staatsschauspiel Dresden)
- 1962: Gotthold Ephraim Lessing: Nathan der Weise – Regie: Hannes Fischer (Staatsschauspiel Dresden)
- 1962: William Shakespeare: Wie es euch gefällt – Regie: Horst Schulze (Staatsschauspiel Dresden)
- 1963: Bertolt Brecht, Kurt Weill: Die Dreigroschenoper – Regie: Gotthard Müller (Staatsschauspiel Dresden)
- 1964: Carl Sternheim: Die Hose – Regie: Helfried Schöbel (Staatsschauspiel Dresden)
- 1966: Carl Sternheim: Der Snob – Regie: Helfried Schöbel (Staatstheater Dresden)
- 1966: Henrik Ibsen: Nora oder Ein Puppenheim – Regie: Helfried Schöbel (Staatstheater Dresden)
- 1968: Jacques Offenbach, Henri Meilhac, Ludovic Halévy: Die schöne Helena (Staatstheater Dresden – Kleines Haus)
- 1968: William Shakespeare: Die Komödie der Irrungen – Regie: Frank Beyer (Staatstheater Dresden)
- 1969: Margit Gáspár: Das Fräulein wird Minister – Regie: Rudolf Schraps (Staatsoperette Dresden)
- 1972: Agnieszka Osiecka: Appetit auf Frühkirschen – Regie: Helfried Schöbel (Kulturpalast Dresden)
- 1974: William Shakespeare: Ein Sommernachtstraum – Regie: Klaus Dieter Kirst (Staatstheater Dresden)
- 1977: Nikolai Gogol: Der Revisor – Regie: Georgi Towstonogow (Staatstheater Dresden)

## Hörspiele (Auswahl)
- 1969: Wladimir Zybin: Der Schatz (Olja) – Regie: Hans Knötzsch (Hörspielbearbeitung – Rundfunk der DDR)
- 1970: Milos Rejnus: Nächtliche Landung (Vlasta) – Regie: Klaus Zippel (Original-Hörspiel – Rundfunk der DDR)
- 1970: Erwin Strittmatter, Horst Heitzenröther: Der Wundertäter (4. und 5. Teil) (Ludmilla) – Regie: Walter Niklaus (Hörspielbearbeitung – Rundfunk der DDR)
- 1971: Wolf D. Brennecke: Die Jubiläumsrede (Susanne, Hans Kluths Frau) – Regie: Walter Niklaus (Originalhörspiel – Rundfunk der DDR)
- 1975: Karl-Heinz Jakobs: Wologdaer Eisenbahn (Tanja) – Regie: Fritz Göhler (Originalhörspiel – Rundfunk der DDR)
- 1976: Joachim Brehmer: Feinwäsche (Rita) – Regie: Werner Grunow (Originalhörspiel – Rundfunk der DDR)